# 安妮卡特琳·蒂勒
安妮卡特琳·蒂勒（德語：Annekatrin Thiele，1984年10月18日—），德国女子赛艇运动员。她曾代表德国参加2008年、2012年、2016年和2020年夏季奥林匹克运动会赛艇比赛，获得一枚金牌和二枚银牌。